# BV Noordkop
Basketball Vereniging Noordkop, kortweg BV Noordkop, is een Nederlandse amateurbasketbalclub, gevestigd in Den Helder en oorspronkelijk opgericht in 1980. De club speelt haar wedstrijden in De Slenk en komt uit in de Eerste klasse A. BV Noordkop is nauw betrokken met haar afgesplitste proftak Den Helder SUNS.

## Geschiedenis
BV Noordkop is ontstaan uit SV Noordkop. Sportvereniging Noordkop is opgericht op 14 november 1936 als H.A.V.(Helderse Atletiek Vereniging). Dit was destijds een omnisportvereniging waar meerdere sporten beoefend konden worden. In 1948 kwam daar de basketbalsport bij. In 1972 werd de naam veranderd in SV Noordkop. In 1980 ging de basketbaltak als zelfstandige basketbalvereniging verder.
In 1981 splitste de afdeling betaald basketbal zich af, die werd ondergebracht in een aparte stichting: Top Basketball Noordkop (ToBaNo). BV Noordkop bleef nadien nauw betrokken met haar afgesplitste proftak: Den Helder Seagulls (1981-2005), Den Helder Seals (2007-2010) Den Helder Kings (2012-2014) en Den Helder SUNS (2017-heden). Het damesteam splitste zich af om de sponsorgelden beter te kunnen benutten en ging verder onder de naam BV Den Helder.

## Erelijst
| Competitie                                    | Winnaar | Winnaar          | Runner up | Runner up        |
| Competitie                                    | Aantal  | Jaren            | Aantal    | Jaren            |
| --------------------------------------------- | ------- | ---------------- | --------- | ---------------- |
| Nederlandse Basketbalbond (NBB)               |         |                  |           |                  |
| Eerste divisie (heren)                        | 1×      | 1981             |           |                  |
| NBB-Jongensbeker                              | 1×      | 1986, 1987, 1988 |           |                  |
| NBB-Meisjesbeker                              | 1×      | 1984, 1986, 1987 |           |                  |
| Junioren                                      |         |                  |           |                  |
| Nederlands kampioenschap junioren (jongens)   | 1×      | 1987, 1988       |           |                  |
| Nederlands kampioenschap junioren (meisjes)   | 1×      | 1984, 1987, 1988 |           | 1985             |
| Aspiranten                                    |         |                  |           |                  |
| Nederlands kampioenschap aspiranten (jongens) | 1×      | 1987             |           |                  |
| Nederlands kampioenschap aspiranten (meisjes) | 2×      | 1987, 1988       |           | 1985             |
| Kadetten                                      |         |                  |           |                  |
| Nederlands kampioenschap kadetten (jongens)   | ×       |                  | 2×        | 1983, 1987, 1985 |
| Nederlands kampioenschap kadetten (meisjes)   | ×       | 1984             | 1×        | 1982             |

De erelijst van de afgesplitste proftakken van de heren en dames zijn niet inbegrepen bij deze amateurbasketbalclub.